# Гонолек ангольський
Гонолек ангольський (Laniarius brauni) — вид горобцеподібних птахів родини гладіаторових (Malaconotidae). Ендемік Анголи.

## Опис
Довжина птаха становить 20 см. Верхня частина тіла чорна, на крилах білі смуги. Тім'я рудувате, нижня частина тіла яскраво-оранжева, живіт і гузка білі.

## Поширення і екологія
Ангольські гонолеки є ендеміками ангольської провінції Північна Кванза. Вони живуть в підліску вологих тропічних рівнинних і галерейних лісів на висоті від 600 до 870 м над рівнем моря.

## Збереження
МСОП вважає цей вид таким, що знаходиться під загрозою зникнення. Популяцію ангольських гонолеків оцінюють в 350–1500 птахів. Їм загрожує знищення природного середовища.